# Belarussische Badmintonmeisterschaft 2018
Die Belarussische Badmintonmeisterschaft 2018 fand vom 31. Januar bis zum 2. Februar 2018 in Minsk statt.

## Sieger und Platzierte
| Disziplin    | Gold                                     | Silber                                     | Bronze                                 |
| ------------ | ---------------------------------------- | ------------------------------------------ | -------------------------------------- |
| Herreneinzel | Yauheni Yakauchuk                        | Dmitry Suprunyuk                           | Yury Savelyev                          |
| Dameneinzel  | Alesia Zaitsava                          | Maryana Viarbitskaya                       | Anastasiya Cherniavskaya               |
| Herrendoppel | Dzmitry Kuzmitski Ilya Larushyn          | Alaksei Kniazeu Aleksei Konakh             | Dzmitry Saidakou Yauheni Yakauchuk     |
| Damendoppel  | Alesia Zaitsava Anastasiya Cherniavskaya | Julia Bitsoukova Maryana Viarbitskaya      | Hanna Bandarenka Ulyana Zakharava      |
| Mixed        | Aleksei Konakh Alesia Zaitsava           | Yauheni Yakauchuk Anastasiya Cherniavskaya | Dzmitry Kuzmitski Maryana Viarbitskaya |